# کیتی ویکس
کِـیتی ویکس (انگلیسی: Katy Wix؛ زادهٔ ۲۸ فوریهٔ ۱۹۸۰) بازیگر، کمدین و مؤلف اهل بریتانیا است. وی از سال ۲۰۰۶ میلادی تاکنون مشغول فعالیت بوده‌است. او مبتلا به اوتیسم است و در سن ۲۶ سالگی، دچار یک تصادف شدید رانندگی شد که از آن زمان تاکنون بر سلامتی او تأثیر گذاشته‌است.
از فیلم‌ها یا مجموعه‌های تلویزیونی که وی در آن‌ها نقش داشته است، می‌توان به تد لاسو، مرگ در بهشت، شرلوک، تورچ وود، پوشش عمیق و سیاهی‌لشکر اشاره نمود.